# Horn af Kanckas
Horn af Kanckas var en svensk adlig släkt.
Ätten är en del av andra huvudgrenen av Hornätten, en svensk-finländsk frälseätt känd sedan 11 februari 1381. Grenen Horn af Kanckas är uppkallad efter godset Kankas i Masku och är en utgrening av huvudgrenen Horn af Åminne.
Stamfader för Hornätten är Olof Mattsson till Åminne herrgård, Halikko, som nämndes den 11 februari 1381. En av hans söner, Matts Olofsson, var domprost i Uppsala och därefter prost i Forsa i Hälsingland.
En annan son, Henrik Olofsson erhöll frälsebrev av Erik av Pommern 1407 och en tredje son, Per Olofsson, var kyrkoherde i Korpo och deltog med ett 50-tal riksråd och frälsemän i ett möte i Åbo »för vårdande ärenders skull» 1439, varför han är anförd som riksråd.
Från Klas Henriksson Horn (död 1520) härstammar senare grenar av Hornätten. Ätten introducerades genom lottning som Horn af Kanckas år 1625. Arvid Horn (1664–1742) tog introduktionen på ättens vägnar med namnet efter gården Kanckas för skilja den från den yngre gren från den äldre som hade upphöjdes i friherrlig värdighet 1561 med nummer 12. 
Henrik Klasson Horn af Kanckas (1512–1595), son till Klas Henriksson till Åminne, anses som stamfader för Kanckas grenen av ätten Horn. Han hade sönerna Arvid Henriksson Horn, riksråd 1602–1606, och Carl Henriksson Horn af Kanckas (1550–1601) som blev far till Gustaf Horn af Björneborg (1592–1657).
Denna adliga gren utslocknade år 1728 med Gustaf Horn. Emellertid hade ätten utgrenat sig i tre ätter, en friherrlig och två grevliga. Horn af Marienborg, Horn af Björneborg och Horn af Ekebyholm

## Vapenbeskrivning
Hornvapnet är likt det tidigare tillhörande frälsesläkten vapen som är belagt från ett sigill för Olof Mattson i Åminne i Halikko socken. I samma landskap fanns sätesgården Kankas (Kankanien) i Masku socken som kom i ättens ägor genom ett giftermål på 1400-talet. Namnet Horn antogs efter vapenbilden under efterföljandet seklet tillsammans med gårdsnamnet. Hjälmkronan och färgsättningen av oxhornen i hjälmprydnaden åtskiljer den adliga och den friherrliga ätten. Oxhorn är en symbol för styrka som en oxe har.

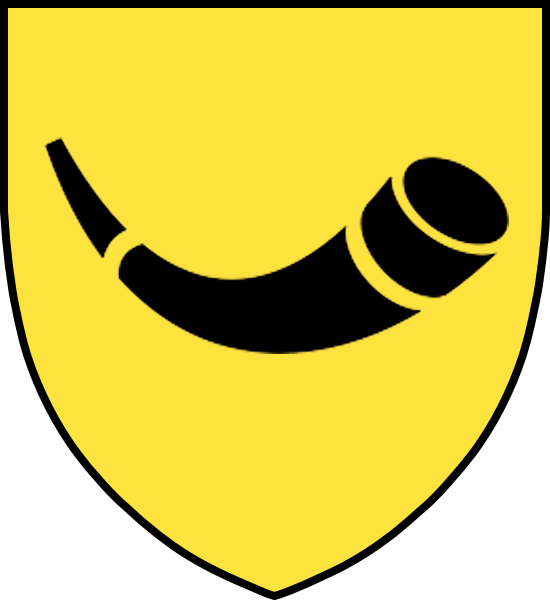
Sköldmärke.

## Några personer ur grenen Horn af Kanckas
- Henrik Klasson Horn af Kanckas (1512–1595)
  - Carl Henriksson Horn af Kanckas (1550–1601)
    - Evert Horn af Kanckas (1585–1615)

  - Jöran Henriksson Horn af Kanckas (död 1601)
    - Arvid Jöransson Horn af Kanckas (död 1653)[3]